# Walter K. B. Holz

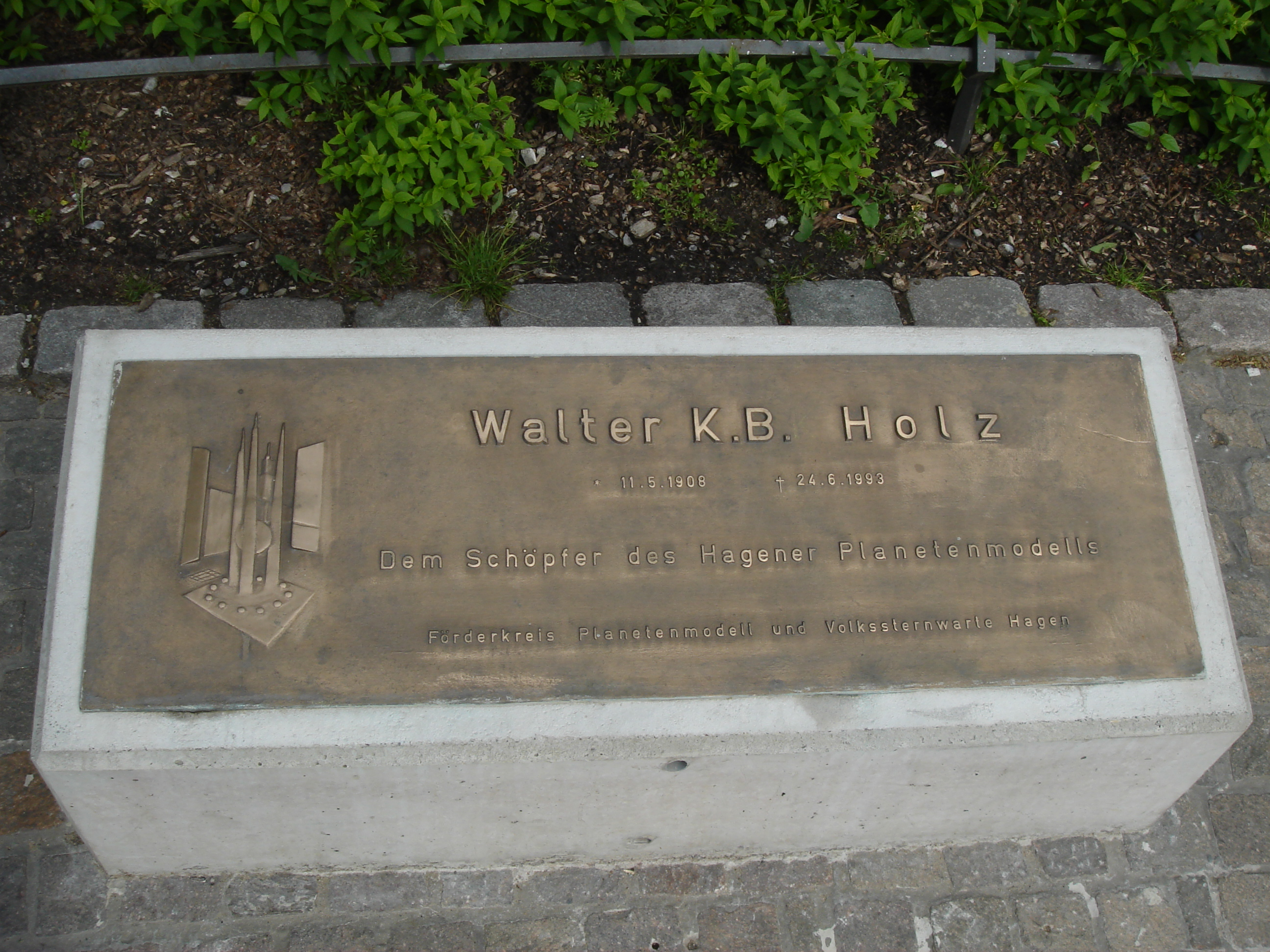
Gedenkstein für Walter K. B. Holz im Hagener Volkspark

Walter Karl Borislaw Holz (* 11. Mai 1908 in Hagen; † 24. Juni 1993) war Archivar der Stadt Hagen und Gründer des Hagener Planetenmodells (Erstveröffentlichung im Heimatkalender Hagen, November 1959). Nach seiner Ausbildung zum Vermessungstechniker bei der Stadt Hagen war er seit 1928 in diesem Beruf im Kataster- und Vermessungsamt beschäftigt. Nach 1933 wurde er zum Vermessungsinspektor befördert.
1936 begann er auf Anweisung des Hagener Oberbürgermeisters Heinrich Vetter zusammen mit weiteren Personen, unter anderem der Hagener Museumsdirektor Gerhard Brüns, mit den Vorbereitungen für eine stadtgeschichtliche Dokumentation, die 1946 anlässlich des 200. Stadtjubiläums der Stadt Hagen erscheinen sollte. Holz war Presseleiter im HJ-Bann Hagen-Mark und trat zum 1. März 1937 der NSDAP bei (Mitgliedsnummer 3.931.724).
Nach seinem Wehrdienst und einer kurzzeitigen Kriegsgefangenschaft nahm Holz ab 1946 wieder seine Tätigkeit bei der Stadt Hagen auf. Am 3. September 1946 wirkte er maßgeblich bei der historischen Präsentation zum 200-jährigen Stadtjubiläums in Hagen mit. Anlässlich dieser Veranstaltung trat er erstmals als Heimatforscher öffentlich in Erscheinung. 1947 veröffentlichte er sein wichtigstes historisches Werk „Ein Jahrtausend Raum Hagen“, das auf seinen Recherchen seit 1936 basierte. Anschließend wurde er Mitarbeiter im Stadtarchiv Hagen, dessen Leitung er 1949 übernahm. Nicht vor 1945, aber spätestens ab 1947 führte er neben seinem Vornamen auch die Zusätze „Karl“ und „Borislaw“.
Neben der Betreuung des Planetenmodells hat er sich stark für die Kunst und Geschichte der Region Hagen eingesetzt. 1962 gründete er das Westfälische Musikarchiv und das Westfälische Literaturarchiv, die heute dem Historischen Centrum Hagen zugeordnet sind. Neben diesen Aktivitäten befasste sich Holz auch mit mathematischen Fragen. So hat er 1984 eine neue Nomenklatur für die Zahlentheorie vorgeschlagen und sich mit Fragen zu Dreiecken, deren Seiten aus Kreisbögen bestehen, sogenannten Dreikreisen, beschäftigt. Für das Archivwesen entwickelte er so genannte Zeittafeln und eigene Ordnungsrichtlinien, die von der Fachwelt jedoch als unwissenschaftlich abgelehnt wurden. Zwischen 1945 und 1985 bestimmte Holz nach den Erkenntnissen seines Biografen Ralf Blank die Vergangenheitsbewältigung des Nationalsozialismus und des Zweiten Weltkriegs in Hagen. Als erster Archivar in Deutschland versuchte er in den 1950er Jahren ein „Luftkriegsarchiv“ aufzubauen.

## Wichtigste Veröffentlichungen
- Walter Holz: Deutsche Totenehrung in Vergangenheit und Zukunft, Leipzig 1940
- Walter K. B. Holz: Ein Jahrtausend Raum Hagen, Hagen 1947
- Walter K. B. Holz: Erschließung des Geschichtsgutes im Stadtarchiv Hagen, in: Der Archivar, 8, 1955
- Walter K. B. Holz: Wenn die Sonne auf dem Rathaus stünde…, Heimatkalender Hagen für das Jahr 1960, Hagen, 1959
- Walter K. B. Holz: Orthodoxes Archivdenken oder Geschichtsämter, Hagen 1979
- Walter K. B. Holz: Normierte Formelsprache für die Zahlentheorie, Hagen, 1984
- Walter K. B. Holz: 30 Jahre Planetenmodell Hagen 1959–1989, in: Heimatbuch Hagen + Mark, 1989